# Leucochrysa adamsi
Leucochrysa adamsi är en insektsart som beskrevs av Penny 2001. Leucochrysa adamsi ingår i släktet Leucochrysa och familjen guldögonsländor. Inga underarter finns listade i Catalogue of Life.